# Sanremo-Festival 1963
Die 13. Ausgabe des Festival della Canzone Italiana di Sanremo fand 1963 vom 7. bis 9. Februar im städtischen Kasino in Sanremo statt und wurde von Mike Bongiorno moderiert.

## Ablauf

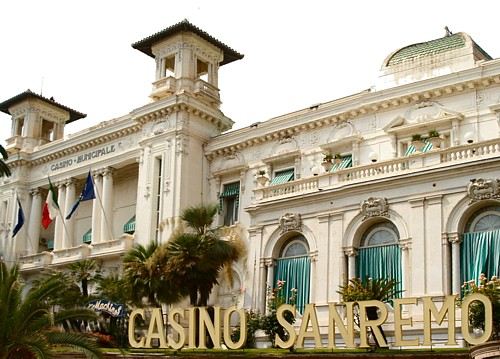
Das städtische Kasino, Veranstaltungsort des Sanremo-Festivals

Zum zweiten Mal oblag die Organisation des Festivals Gianni Ravera. Starmoderator Mike Bongiorno debütierte dieses Jahr beim Sanremo-Festival und sollte noch zehn weitere Ausgaben moderieren. An Bongiornos Seite waren außerdem die vier Frauen Rosanna Armani, Giuliana Copreni, Maria Giovannini und Edy Campagnoli. Zu Bongiornos Unzufriedenheit ließ die RAI ihm kaum Raum in der Sendung, wohl um nicht zu sehr vom Wettbewerb abzulenken, und übertrug außerdem (wie im Vorjahr) nur den Finalabend live im Fernsehen. Die Orchester leiteten Cinico Angelini und Gianni Ferrio.
Ravera hatte mittlerweile auch die Organisation des Festivals von Castrocaro übernommen und bestimmt, dass die Sieger (in diesem Jahr Eugenia Foligatti und Gianni Lacommare) sich automatisch für das Sanremo-Festival qualifizierten. Unter den Sanremo-Teilnehmern gab es ansonsten kaum Debütanten, als Favoriten galten ohne große Überraschungen Claudio Villa, Milva und Vorjahresentdeckung Tony Renis. Die Abstimmung wurde in diesem Jahr wieder vollständig auf die Jurys übertragen: 20 auf das gesamte Staatsgebiet verteilte und eine 112-köpfige im Publikum des Kasinos. Aus den zwanzig präsentierten Liedern wurden am Donnerstag- und Freitagabend je fünf für das Finale qualifiziert.
Was ein Kopf-an-Kopf-Rennen zwischen Claudio Villas Amor, mon amour, my love und Milvas Ricorda zu werden versprach, wurde am letzten Abend ein unerwartet umkämpftes Siegerpodest: Die jüngere Generation, allen voran Renis/Pericoli, Donaggio/Mazzetti, und Dorelli / De Angelis, vermochte die Jurys zu überzeugen, und so gewann eher unerwartet Uno per tutte diese Ausgabe des Festivals. Claudio Villa gelang es immerhin, den zweiten Platz zu erreichen, während Milva auf den fünften abrutschte.

## Teilnehmende Beiträge
| Platzierung | Interpret                            | Lied                               | Autoren                                           |
| ----------- | ------------------------------------ | ---------------------------------- | ------------------------------------------------- |
| 1           | Emilio Pericoli / Tony Renis         | Uno per tutte                      | Mogol, Alberto Testa, Tony Renis                  |
| 2           | Claudio Villa / Eugenia Foligatti    | Amor, mon amour, my love           | Walter Malgoni, Pinchi, Bruno Pallesi             |
| 3           | Cocky Mazzetti / Pino Donaggio       | Giovane giovane                    | Pino Donaggio, Alberto Testa                      |
| 4           | Johnny Dorelli / Wilma De Angelis    | Non costa niente                   | Giorgio Calabrese, Diego Calcagno, Eros Sciorilli |
| 5           | Luciano Tajoli / Milva               | Ricorda                            | Carlo Donida, Mogol                               |
| 6           | Eugenia Foligatti / Tonina Torrielli | Perdonarsi in due                  | Giovanni D’Anzi, Pinchi                           |
| 7           | Aurelio Fierro / Claudio Villa       | Occhi neri e cielo blu             | Mario Panzeri, Daniele Pace                       |
| 8           | Emilio Pericoli / Sergio Bruni       | Sull’acqua                         | Mario Pagano, Franco Maresca                      |
| 9           | Arturo Testa / Aura D’Angelo         | Tu venisti dal mare                | Furio Rendine, Pugliese                           |
| 10          | Gianni Lacommare / Milva             | Non sapevo                         | Pino Calvi, Bruno Pallesi                         |
|             | Ennio Sangiusto / Quartetto Radar    | La ballata del pedone              | Pierantoni                                        |
|             | Aurelio Fierro / Sergio Bruni        | Un cappotto rivoltato              | Oronzo Leuzzi, Francesco Specchia                 |
|             | Gianni Lacommare / Tonina Torrielli  | Com’è piccolo il cielo             | Signori, Garavaglia                               |
|             | Joe Sentieri / Johnny Dorelli        | Fermate il mondo                   | Bruno Canfora, Dino Verde                         |
|             | Mario Abbate / Quartetto Radar       | Oggi non ho tempo                  | Corrado Lojacono, Nicola Salerno                  |
|             | Cocky Mazzetti / Tony Renis          | Perché, perché?                    | Gigi Cichellero                                   |
|             | Arturo Testa / Joe Sentieri          | Quando ci si vuol bene… (come noi) | Elio Isola, Bruno Zambrini, Giorgio Calabrese     |
|             | Flo Sandon’s / Wilma De Angelis      | Se passerai di qui                 | Gian Carlo Testoni, Angelo Camis                  |
|             | Ennio Sangiusto / Luciano Tajoli     | Le voci                            | Gianni Fallabrino, Medici                         |
|             | Flo Sandon’s / Mario Abbate          | Vorrei fermare il tempo            | Gino Redi, Franchini                              |

## Erfolge
Fünf Beiträge aus dieser Ausgabe des Festivals (die Top fünf der Finalisten) konnten im Anschluss auch die Top 15 der Singlecharts erreichen. Das Siegerlied konnte die Nummer eins erreichen und wurde später im Jahr von Emilio Pericoli auch beim Eurovision Song Contest 1963 präsentiert, wo es den dritten Platz erreichte. Am stärksten verkaufte sich Pino Donaggios Giovane giovane, doch insgesamt waren die Verkäufe der Sanremo-Beiträge 1963 eher schwach.

| Jahr | Titel                    | Höchstplatzierung, Gesamtwochen, AuszeichnungChartsChartplatzierungen (Jahr, Titel, , Platzierungen, Wochen, Auszeichnungen, Anmerkungen) | Anmerkungen                        |
| Jahr | Titel                    | IT | Anmerkungen                        |
| ---- | ------------------------ | --- | ---------------------------------- |
| 1963 | Uno per tutte            | IT1 (10 Wo.)IT | Version von Tony Renis Platz 1     |
| 1963 | Giovane giovane          | IT2 (13 Wo.)IT | Version von Pino Donaggio Platz 3  |
| 1963 | Amor, mon amour, my love | IT3 (6 Wo.)IT | Version von Claudio Villa Platz 2  |
| 1963 | Ricorda                  | IT6 (7 Wo.)IT | Version von Milva Platz 5          |
| 1963 | Non costa niente         | IT9 (5 Wo.)IT | Version von Johnny Dorelli Platz 4 |

## Belege
1. ↑  M&D-Chartarchiv. Musica e dischi, abgerufen am 24. September 2016 (italienisch, kostenpflichtiger Abonnement-Zugang).